# Phosphatidylinositol-3-phosphate
Un phosphatidylinositol-3-phosphate (abrégé PtdIns(3)P ou PI3P) est l'une des sept classes de phosphoinositides des membranes cellulaires des eucaryotes, c'est-à-dire un dérivé phosphorylé de phosphatidylinositols. Ces composés sont issus de l'action des phosphoinositide 3-kinases de classes II et III sur des phosphatidylinositols.

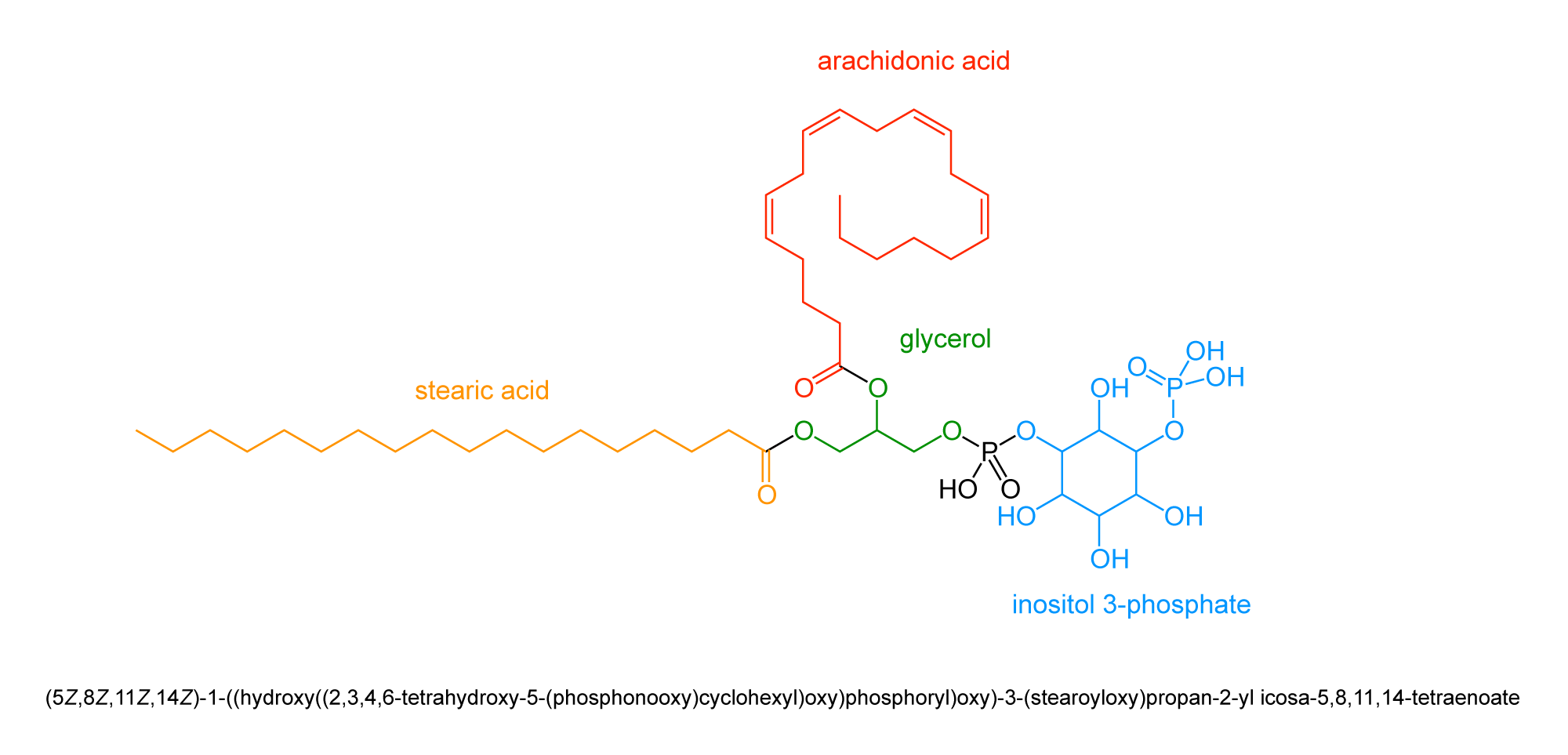
Disposition des différents résidus du sn-1-stéaryl-2-arachidonyl-phosphatidylinositol-3-phosphate.